# Pietro Patrizio
Pietro Patrizio (lingua greca: Petros Patrikios; in latino Petrus Patricius; Tessalonica, 500 circa – Costantinopoli, dopo del marzo 565) è stato un funzionario bizantino.
Era un diplomatico e un avvocato che fu magister officiorum per 26 anni sotto l'imperatore romano Giustiniano I, dal 539 alla morte di Giustiniano nel 565.
Nel 534 venne inviato alla corte degli Ostrogoti, per negoziare un accordo sulla Sicilia, ma venne sorpreso in Italia dallo scoppio della guerra gotica e arrestato dagli Ostrogoti. Nel 539 venne rilasciato: Giustiniano lo nominò magister officiorum e patricius. Nel 562 contrattò con i Sasanidi la "Pace dei 50 anni", che però durò poco.
Il giudizio dei suoi contemporanei non è roseo: Procopio di Cesarea ne parla male, mentre Menandro Protettore ne critica la vanità.
Pietro scrisse il trattato Περὶ πολιτικῆς καταστάσεως, riguardo alla storia dell'ufficio di magister officiorum e del cerimoniale orientale, che per volere di Giustiniano era stato riveduto e ampliato; frammenti di questa opera sono contenuti nel De caerimoniis di Costantino Porfirogenito. Include anche brani di opere antecedenti, come il trattato di pace con i Sasanidi del 298/299.

## Biografia

### Inizi di carriera: inviato in Italia

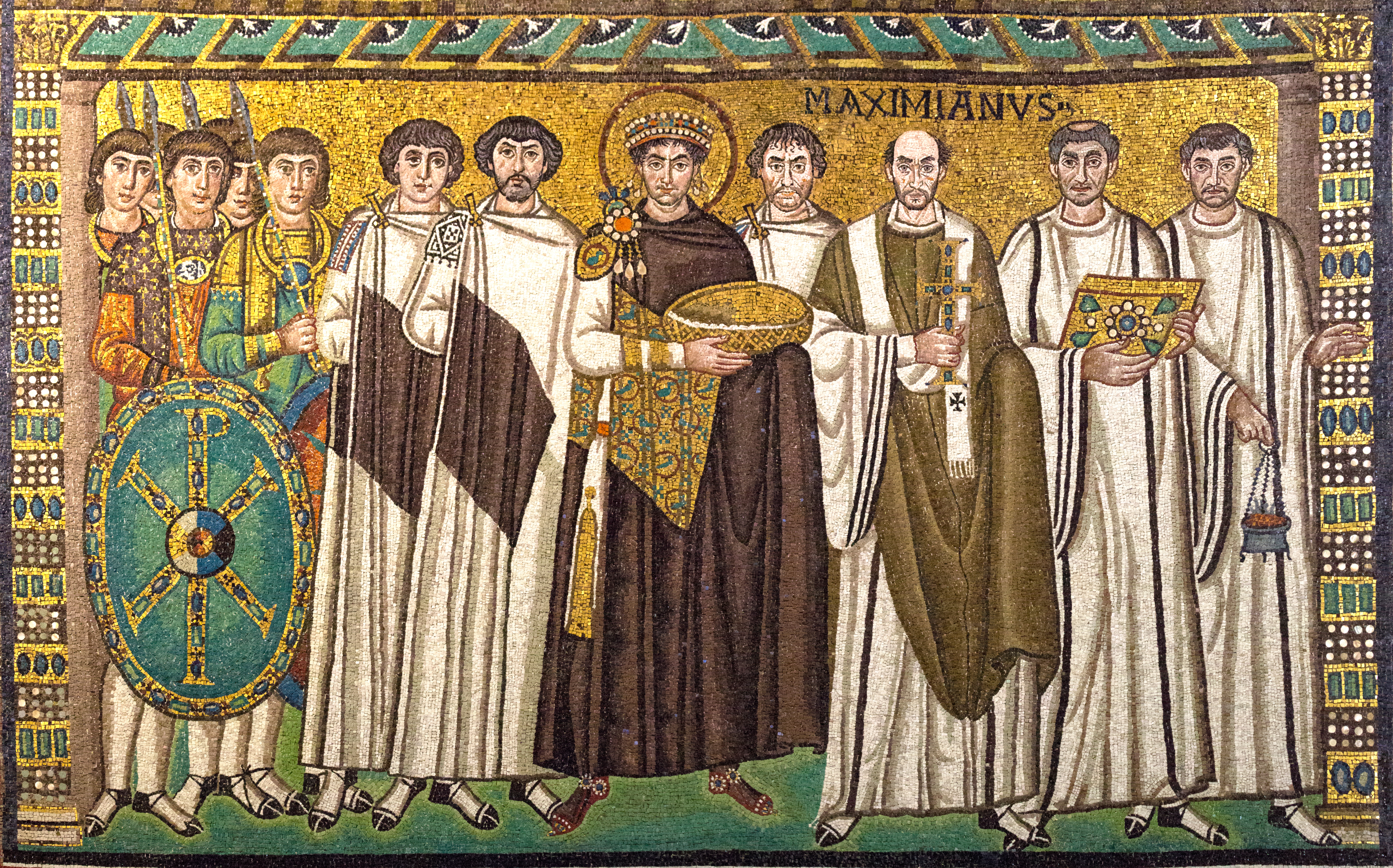
L'imperatore Giustiniano I (r. 527–565) e il suo seguito, mosaico della Basilica di San Vitale a Ravenna

Pietro nacque a Tessalonica intorno all'anno 500, ed era di origini illiriche secondo Procopio di Cesarea; secondo Teofilatto Simocatta, tuttavia, era originario di Solachon, nei pressi di Dara in Mesopotamia. Dopo aver studiato legge, intraprese una carriera di successo come avvocato a Costantinopoli, attirando l'attenzione dell'imperatrice Teodora. Nel corso della propria permanenza a Costantinopoli, Pietro visse nella cosiddetta vecchia dimora petrina che prese in seguito il suo nome. Nel 534, per via delle proprie abilità retoriche, fu spedito in qualità di inviato imperiale alla corte ostrogota a Ravenna. A quell'epoca era in corso una contesa per il potere tra la regina Amalasunta, reggente del giovane re Atalarico, e suo cugino Teodato. In seguito alla morte di Atalarico, Teodato usurpò il trono, imprigionò Amalasunta e spedì messaggi all'imperatore Giustiniano nella speranza di ottenerne il riconoscimento. Pietro incontrò gli inviati ad Aulon, mentre era in viaggio per l'Italia, e informò Costantinopoli degli ultimi sviluppi, rimanendo in attesa di nuove istruzioni. L'imperatore Giustiniano gli ordinò di riferire a Teodato che Amalasunta era sotto la protezione dell'imperatore e di intimargli di non torcerle un capello. Malgrado ciò, quando Pietro arrivò in Italia, Amalasunta era già stata uccisa; la narrazione di Procopio nella Guerra gotica è ambigua su questo punto, ma nella Storia segreta, lo storico di Cesarea insinua esplicitamente che Pietro avesse organizzato l'assassinio di Amalasunta su ordine di Teodora, che la temeva come una potenziale rivale per le attenzioni di Giustiniano. Qualunque fossero state le garanzie fornite per via privata a Teodato da Teodora, Pietro, almeno in pubblico, condannò fermamente l'atto affermando che avrebbe comportato come conseguenza una guerra incessante tra l'imperatore e gli Ostrogoti.
Pietro fece ritorno a Costantinopoli consegnando alla coppia imperiale delle lettere da Teodato e dal senato romano, contenenti suppliche affinché si trovasse una soluzione pacifica al contenzioso, ma quando raggiunse la capitale imperiale l'imperatore Giustiniano aveva già deciso di ricorrere alla guerra e aveva già avviato i preparativi. Di conseguenza Pietro fece ritorno in Italia nell'estate del 535 portando un ultimatum: solo se Teodato avesse abdicato e restituito l'Italia all'Impero, la guerra avrebbe potuto essere evitata. Seguì un attacco su due fronti da parte bizantina ai possedimenti più periferici del regno ostrogoto: Belisario prese la Sicilia, mentre Mundo invase la Dalmazia. All'udire tali notizie, Teodato fu colto dalla disperazione, e Pietro ne approfittò per ottenere da lui condizioni molto favorevoli: la Sicilia avrebbe dovuto essere ceduta all'Impero bizantino; l'autorità del re goto in Italia avrebbe subito gravi limitazioni; una corona d'oro avrebbe dovuto essere inviata come tributo annuale e avrebbe dovuto fornire fino a 3000 uomini all'esercito imperiale, a sottolineare il fatto che Teodato fosse suddito dell'imperatore. Teodato, tuttavia, temendo che questa prima proposta di pace venisse respinta, riferì a Pietro che era disposto a cedere tutta l'Italia ma gli fece promettere, sotto giuramento, che lo avrebbe riferito a Giustiniano solo nel caso avesse respinto la prima proposta. Giustiniano, in effetti, respinse la prima proposta ma accettò la seconda. Pietro fu rispedito in Italia con Atanasio, portando lettere destinate a Teodato e ai nobili goti, per concludere la pace con Teodato. Tuttavia le speranze di ottenere la cessione dell'Italia quasi senza combattere andarono infrante: al loro arrivo a Ravenna, gli inviati bizantini scoprirono che Teodato aveva cambiato idea. Appoggiato dalla nobiltà gota e incoraggiato dai successi ottenuti in Dalmazia su Mundo, il re ostrogoto decise di resistere e imprigionò gli ambasciatori.

### Magister officiorum
Pietro rimase imprigionato a Ravenna per tre anni, finché non venne rilasciato nel giugno/luglio 539 dal nuovo re ostrogoto, Vitige, in cambio della liberazione di inviati goti.
Come ricompensa per i servigi resi, l'imperatore Giustiniano nominò Pietro magister officiorum, una delle maggiori cariche statali, ponendolo, di conseguenza, a capo del segretariato di palazzo, delle guardie imperiali (le Scholae Palatinae), e del cursus publicus con i temuti agentes in rebus. Il suo mandato sarebbe durato per 26 anni consecutivi, un primato. All'incirca allo stesso tempo o poco tempo dopo, fu elevato ai titoli supremi di patrizio e di gloriosissimus. Ricevette inoltre l'onore del consolato onorario. In qualità di magister, nel 548 prese parte alle discussioni con i vescovi occidentali relative alla Controversia dei Tre Capitoli, e nel periodo 551-553 fu più volte spedito come inviato presso Papa Vigilio, che era in contrasto con l'imperatore su tale questione religiosa. Pietro prese parte al Secondo Concilio di Costantinopoli nel maggio 553.

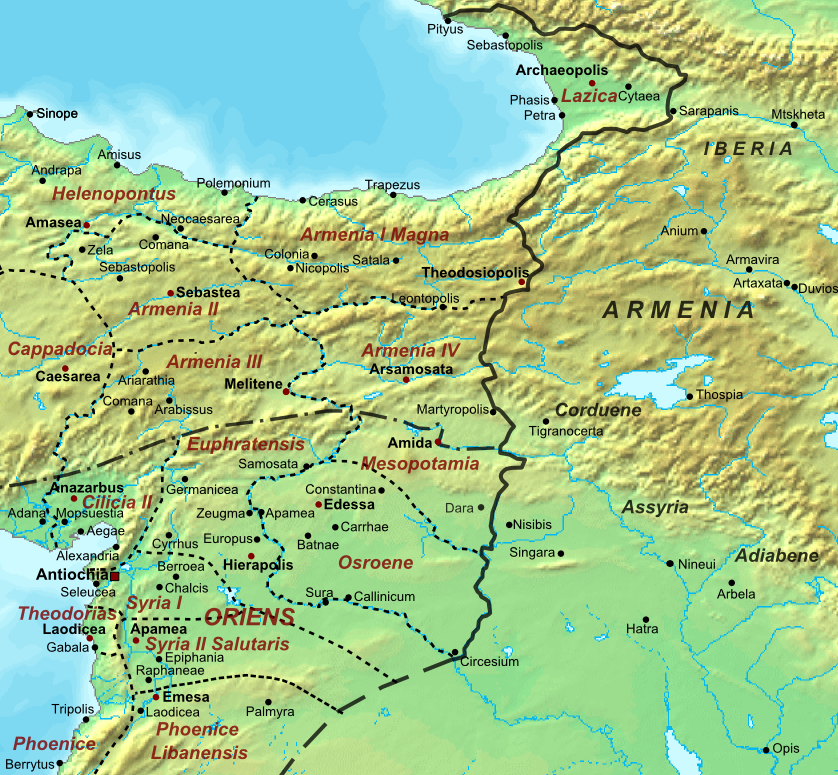
La frontiera romano-persiana come definita nel 561–562

Nel 550 fu spedito come inviato da Giustiniano per negoziare un trattato di pace con la Persia, un ruolo che svolse di nuovo nel 561, quando si incontrò con l'inviato persiano Izedh Gushnap a Dara, per porre fine alla guerra lazica. Concordando l'evacuazione persiana della Lazica e la delimitazione del confine in Armenia, i due inviati conclusero una pace cinquantennale tra i due imperi e i loro rispettivi alleati. I Romani avrebbero dovuto riprendere a versare un tributo annuale alla Persia, ma la cifra fu ridotta da 500 a 420 libbre d'oro. Ulteriori clausole regolavano il commercio transfrontaliero, che avrebbe dovuto essere limitato alle sole città di Dara e Nisibi, la consegna dei fuggitivi, e la tutela delle rispettive minoranze religiose (Cristiani nell'Impero persiano e Zoroastriani a Bisanzio). In cambio del riconoscimento persiano dell'esistenza di Dara, la cui costruzione aveva provocato una breve guerra, i Bizantini si impegnarono a limitare le truppe quivi di stanza e di trasferire la sede del magister militum per Orientem altrove. Onde risolvere gli ultimi contenziosi sulle regioni di confine di Suania e Ambros, nella primavera del 562 Pietro si recò in Persia per negoziare direttamente con lo scià persiano, Cosroe I, senza però ottenere risultati. Ritornò dunque a Costantinopoli, dove si spense in una data imprecisata posteriore al marzo 565.
Il figlio Teodoro, soprannominato Kontocheres o Zetonoumios, gli succedette come magister officiorum nel 566, dopo un breve periodo in cui la carica era stata ricoperta dal quaestor sacri palatii ("Questore del Sacro Palazzo") Anastasio. Mantenne la carica fino a poco prima il 576, venendo nominato successivamente comes sacrarum largitionum ("Conte delle Sacre Elargizioni"); nello stesso anno, condusse una ambasceria in Persia nel vano tentativo di porre fine alla guerra in corso tra i due imperi.

## Valutazione
Trattandosi di uno dei principali funzionari dell'epoca, Pietro è stato una figura controversa, ricevendo valutazioni sia positive sia negative dai coevi. Per Giovanni Lido, un burocrate di medio livello della prefettura del pretorio d'Oriente, Pietro era dotato di ogni virtù, un amministratore arguto, fermo ma onesto, nonché un uomo mite. Procopio nelle storie pubbliche ne attesta le miti maniere e il proposito di evitare di insultare, ma nella Storia segreta lo accusa di "depredare gli scholares" (i membri delle Scholae) e di essere "il più grande ladrone del mondo e assolutamente pieno di vergognosa avarizia", nonché di essere stato il responsabile dell'assassinio di Amalasunta. Nella Patria Costantinopolitana si sostiene che Pietro fosse stato chiamato "Barsymios il Siriano, che detenne molte onorificenze per essersi distinto."
Fin dagli inizi di carriera, Pietro era ben noto per la propria erudizione e per la passione per la lettura, nonché per le discussioni con gli eruditi. Era un abile oratore: Procopio lo definisce naturalmente dotato della facoltà di persuadere le persone, mentre Cassiodoro, testimone oculare delle sue ambascerie alla corte ostrogota, lo loda definendolo vir eloquentissimus, disertissimus ("eloquentissimo") e sapientissimus. D'altra parte, lo storico del tardo VI secolo Menandro Protettore, che usò le opere di Pietro come fonte per redigere la propria opera storica, lo accusa di vanagloria e di distorcere i fatti al fine di accentuare il proprio ruolo nelle negoziazioni con i Persiani.

## Opere
Pietro scrisse quattro opere letterarie, delle quali restano solo dei frammenti: una storia dei primi quattro secoli dell'Impero romano, dalla morte di Giulio Cesare nel 44 a.C. a quella di Costanzo II nel 361 d.C., della quale sopravvivono circa venti frammenti (è stata avanzata l'ipotesi che il materiale relativo al III secolo fosse stato tratto da Filostrato); una storia della carica di magister officiorum dalla sua istituzione sotto Costantino I (r. 306–337) fino all'epoca di Giustiniano, contenente una lista dei detentori della carica nonché le descrizioni di varie cerimonie imperiali, molte delle quali sono riprodotte nei capitoli 84–95 del primo volume del De Ceremoniis dell'imperatore Costantino VII Porfirogenito (r. 913–959); e un resoconto della sua missione diplomatica in Persia del 561–562, che fu usata come fonte da Menandro Protettore, e viene riportata negli Excerpta di Costantino Porfirogenito. Fino a tempi recenti, a Pietro era stata attribuita il Peri Politikes Epistemes ("Sulle Scienze Politiche"), opera del VI secolo in sei volumi trattante la politica dal punto di vista teorico, traendo spunto estensivamente da testi classici come La Repubblica di Platone e il De re publica di Cicerone. Anch'essa è sopravvissuta in forma frammentaria.
Pietro è stato il primo autore tardo-romano/bizantino a descrivere con ampio dettaglio le cerimonie imperiali, avviando una tradizione destinata a durare fino al XIV secolo. Le sue Storie costituiscono inoltre una fonte importante; ad esempio, è l'unica fonte superstite a descrivere le negoziazioni e le condizioni del trattato di pace romano-persiano del 298 tra Galerio e Narseh.
The Lost History of Peter the Patrician, pubblicata da Routledge nel 2015, è una traduzione dal greco, provvista di note, a cura di Thomas M. Banchich, dei frammenti della Storia di Pietro, con l'aggiunta di ulteriori frammenti attribuiti in passato al cosiddetto Continuatore Anonimo di Cassio Dione.